# Problema de vinculació
La unitat de la consciència i el problema de vinculació (cognitiva) és el problema de com els objectes, el fons i les característiques abstractes o emocionals es combinen en una única experiència. El problema de vinculació es refereix a la codificació global dels nostres circuits cerebrals per a la combinació de decisions, accions i percepció. Es considera un "problema" perquè no existeix cap model complet.
El problema vinculant es pot subdividir en les quatre àrees de la percepció, la neurociència, la ciència cognitiva i la filosofia de la ment. Inclou consideracions generals sobre la coordinació, la unitat subjectiva de la percepció i la vinculació de variables.

## Consideracions generals sobre la coordinació

### Resum del problema
L'atenció és crucial per determinar quins fenòmens semblen estar units, observats i recordats. Aquest problema d'enllaç específic es coneix generalment com a sincronia temporal. En el nivell més bàsic, tot el disparament neuronal i la seva adaptació depèn de la consideració específica del temps (Feldman, 2010). A un nivell molt més gran, els patrons freqüents en l'activitat neuronal a gran escala són una eina diagnòstica i científica important.

### Teoria i investigació de la sincronització
Una hipòtesi popular esmentada pel neurocientífic Peter Milner, en el seu article de 1974 A Model for Visual Shape Recognition, ha estat que les característiques dels objectes individuals estan lligades/segregades mitjançant la sincronització de l'activitat de diferents neurones a l'escorça.  Es planteja la hipòtesi que la teoria, anomenada binding-by-synchrony (BBS), es produeix a través de la sincronització mútua transitòria de neurones situades a diferents regions del cervell quan es presenta l'estímul. Les proves empíriques de la idea van sortir a la llum quan von der Malsburg va proposar que la vinculació de funcions plantejava un problema especial que no es podia cobrir simplement amb les taxes d'activació cel·lular. Tanmateix, s'ha demostrat que aquesta teoria pot no ser un problema, ja que es va revelar que els mòduls codifiquen conjuntament per a múltiples funcions, contrarestar el problema de vinculació de funcions. S'ha demostrat que la sincronia temporal és la més freqüent pel que fa al primer problema, "Consideracions generals sobre la coordinació", perquè és un mètode eficaç per atendre l'entorn i és bo per a l'agrupació i la segmentació. Diversos estudis van suggerir que efectivament hi ha una relació entre el tret sincrònic rítmic i la unió de funcions. Aquest tret rítmic sembla estar relacionat amb oscil·lacions intrínseques en potencials somàtics neuronals, normalment en el rang gamma al voltant dels 40-60 hertz. Els arguments positius del paper de la sincronia rítmica en la resolució del problema d'unió objecte-característica segregacional han estat resumits pel neurofisiòleg professor Singer. Sens dubte, hi ha una àmplia evidència de la sincronització del disparament neuronal com a part de les respostes als estímuls visuals.
Tanmateix, hi ha inconsistència entre les troballes de diferents laboratoris. A més, una sèrie de revisors recents, inclosos els neurocientífics el professor Shadlen i el professor Movshon i el professor Merker han plantejat la seva preocupació perquè la teoria sigui potencialment insostenible. Els neurocientífics, el professor Thiele i el professor Stoner, van trobar que la unió perceptiva de dos patrons en moviment no tenia cap efecte en la sincronització de les neurones que responien a dos patrons: quadres coherents i no coherents. A l'escorça visual primària, Dong et al. va trobar que si dues neurones responien a contorns de la mateixa forma o formes diferents no tenia cap efecte sobre la sincronia neuronal, ja que la sincronia és independent de la condició d'unió.
Shadlen i Movshon plantegen una sèrie de dubtes sobre la base tant teòrica com empírica de la idea d'unió segregacional per sincronia temporal. No hi ha evidència biofísica que les neurones corticals siguin selectives per a l'entrada sincrònica en aquest punt de precisió, i l'activitat cortical amb una sincronia tan precisa és rara. La sincronització també està relacionada amb l'activitat de les endorfines. S'ha demostrat que pot ser que no sigui necessari un cronometratge precís per il·lustrar un mecanisme d'unió visual i només és prevalent en el modelatge de determinades interaccions neuronals. En canvi, Anil Seth descriu un robot artificial basat en el cervell que demostra circuits neuronals múltiples, separats i àmpliament distribuïts, disparant en diferents fases, demostrant que les oscil·lacions cerebrals regulars a freqüències específiques són essencials per als mecanismes neuronals d'unió.
Els psicòlegs cognitius Prof Goldfarb i Prof Treisman assenyalen que sembla sorgir un problema lògic per a l'enllaç únicament mitjançant la sincronia si hi ha diversos objectes que comparteixen algunes de les seves característiques i no d'altres. En el millor dels casos, la sincronia pot facilitar la segregació recolzada per altres mitjans (com reconeix el físic i neurocientífic el professor von der Malsburg).
Diversos estudis neuropsicològics suggereixen que l'associació del color, la forma i el moviment com a "característiques d'un objecte" no és només una qüestió d'enllaç o "enllaç", sinó que es mostra ineficient per no unir elements en grups quan es considera l'associació, i donen una àmplia evidència de senyals de retroalimentació de dalt a baix que asseguren que les dades sensorials es tracten com a característiques, de vegades postulades erròniament, dels objectes. Pylyshyn també ha posat èmfasi en la forma en què el cervell sembla preconcebre objectes a partir dels quals s'han d'assignar característiques als quals se'ls atribueix la continuïtat fins i tot si característiques com ara canvien de color. Això es deu al fet que la integració visual augmenta amb el temps i la indexació d'objectes visuals ajuda a fonamentar els conceptes visuals.

## Teoria de la integració de característiques

### Resum del problema
El problema d'unió de les característiques visuals fa referència a la pregunta de per què no confonem un cercle vermell i un quadrat blau amb un cercle blau i un quadrat vermell. La comprensió dels circuits del cervell estimulats per a la unió de característiques visuals està augmentant. Es requereix un procés d'unió perquè codifiquem amb precisió diverses característiques visuals en àrees corticals separades.
En la seva teoria d'integració de característiques, Treisman va suggerir que una de les primeres etapes d'unió entre característiques està mediada pels enllaços de les característiques a una ubicació comuna. La segona etapa consisteix a combinar les característiques individuals d'un objecte que requereix atenció i la selecció d'aquest objecte es produeix dins d'un "mapa mestre" d'ubicacions. Les demostracions psicofísiques de fallades d'enllaç en condicions d'atenció total donen suport a la idea que l'enllaç s'aconsegueix mitjançant etiquetes d'ubicació comunes.
Una implicació d'aquests enfocaments és que les dades sensorials com ara el color o el moviment poden no existir normalment en forma "no assignada". Per a Merker: "El 'vermell' d'una bola vermella no sura sense cos en un espai de color abstracte a V4." Si la informació de color assignada a un punt del camp visual es converteix directament, mitjançant la instanciació d'alguna forma de lògica proposicional (anàloga a la que s'utilitza en el disseny informàtic) en informació de color assignada a una "identitat d'objecte" postulada per un senyal de dalt a baix, tal com suggereixen Purves i Lotto (per exemple, hi ha blau aquí + l'objecte 1 és aquí = l'objecte 1 és blau) (Tot i que Von der Malsburg planteja el problema en termes de "proposicions" vinculants com ara "triangle" i "superior", aquestes, aïlladament, no són proposicionals).
Com els senyals del cervell arriben a tenir contingut proposicional, o significat, és un problema molt més gran. Tanmateix, tant Marr com Barlow van suggerir, basant-se en el que es coneixia sobre la connectivitat neuronal als anys setanta, que s'esperava que la integració final de les característiques en un concepte s'assemblés a la manera com funcionen les paraules a les frases.
El paper de la sincronia en la vinculació segregacional continua sent controvertit. Merker ha suggerit recentment que la sincronia pot ser una característica de les àrees d'activació del cervell que es relaciona amb una característica "infraestructural" del sistema computacional anàloga a l'augment de la demanda d'oxigen indicada mitjançant imatges de contrast del senyal BOLD. Les correlacions específiques aparents amb tasques de segregació poden ser explicables a partir de la interconnectivitat de les àrees implicades. Com a possible manifestació de la necessitat d'equilibrar l'excitació i la inhibició al llarg del temps, es podria esperar que s'associés amb circuits reentrants recíprocs com en el model d'Anil Seth. (Merker dóna l'analogia del xiulet d'un amplificador d'àudio que rep la seva pròpia sortida.)

### Treball experimental
Es recomana l'enquadernació de característiques visuals per tenir una atenció selectiva a les ubicacions dels objectes. Si realment l'atenció espacial té un paper en la integració d'unió, ho farà principalment quan la ubicació de l'objecte actuï com a senyal d'enllaç. Les troballes d'un estudi han demostrat que les imatges de ressonància magnètica funcional indiquen regions de l'escorça parietal implicades en l'atenció espacial, que es dediquen a tasques de conjunció de característiques en tasques de característiques individuals. La tasca implicava que es mostraven múltiples objectes simultàniament en diferents llocs que activaven l'escorça parietal, mentre que quan es mostren diversos objectes seqüencialment al mateix lloc, l'escorça parietal estava menys compromesa.

### Experiments de comportament
Dezfouli et al. va investigar la vinculació de característiques a través de dues dimensions de característiques per desambiguar si una combinació específica de color i direcció de moviment es percep com lligada o no vinculada. Dues característiques rellevants per al comportament, com ara el color i el moviment que pertanyen al mateix objecte, es defineixen com a condició "lligada", mentre que la condició "no lligada" té característiques que pertanyen a diferents objectes. Els potencials de camp locals es van registrar des de l'escorça prefrontal lateral (lPFC) en micos i es van controlar durant diferents configuracions d'estímul. Les troballes suggereixen una representació neuronal de la unió de les característiques visuals en bandes de freqüència de 4 a 12 Hertz. També es suggereix que la transmissió d'informació d'enllaç es transmet a través de diferents subpoblacions neuronals de lPFC. Les dades mostren la rellevància del comportament de la informació vinculant que està relacionada amb el temps de reacció de l'animal. Això inclou la implicació de l'escorça prefrontal dirigida pels fluxos visuals dorsal i ventral en característiques visuals vinculants de diferents dimensions (color i moviment).
Es suggereix que la vinculació de les característiques visuals consisteix en dos mecanismes diferents en la percepció visual. Un mecanisme consisteix en la familiaritat agònica de possibles combinacions de característiques que integren diverses finestres d'integració temporal. S'especula que aquest procés està mediat per processos de sincronització neuronal i sincronització temporal a l'escorça visual. El segon mecanisme està mediat per la familiaritat amb l'estímul i és proporcionat pel suport atencional de dalt a baix d'objectes coneguts.

## Consciència i vinculació

### Resum del problema
Smythies defineix el problema de la combinació, també conegut com la unitat subjectiva de la percepció, com "Com construeixen realment els mecanismes cerebrals l'objecte fenomenal?". Revonsuo equipara això a "unió relacionada amb la consciència ", emfatitzant la implicació d'un aspecte fenomenal. Tal com va explorar Revonsuo el 2006, hi ha matisos de diferència més enllà de la divisió bàsica BP1:BP2. Smythies parla de la construcció d'un objecte fenomenal ("unitat local" per a Revonsuo), però filòsofs com René Descartes, Gottfried Wilhelm Leibniz, Immanuel Kant i James (vegeu Brook i Raymont) s'han preocupat habitualment de la unitat més àmplia d'una experiència fenomenal de Bay, que per a Bay és no global les il·lustracions poden incloure característiques tan diverses com veure un llibre, escoltar una melodia i sentir una emoció. La discussió posterior se centrarà en aquest problema més general de com les dades sensorials que poden haver estat segregades, per exemple, en "quadrat blau" i "cercle groc" s'han de tornar a combinar en una única experiència fenomenal d'un quadrat blau al costat d'un cercle groc, a més de totes les altres característiques del seu context. Hi ha un ampli ventall de punts de vista sobre la realitat d'aquesta "unitat", però l'existència de condicions mèdiques en les quals sembla estar subjectivament deteriorada, o almenys restringida, suggereix que no és del tot il·lusòria.

## Ciència cognitiva i vinculació
En el connectisme modern, es desenvolupen neuroarquitectures cognitives (p. ex. "Xarxes oscil·latòries", "Arquitectura cognitiva integrada connectionista/simbòlica (ICS)", "Representacions reduïdes hologràfiques (HRR)", "Marc d'enginyeria neuronal (NEF)" que, per exemple, resol el problema de la vinculació de sincronització (per exemple) Mecanisme "Binding-by-synchrony (BBS)" sincronitzat (en fase))
(1) en la cognició perceptiva ("cognició de baix nivell"): aquest és el rendiment neurocognitiu de com un objecte o esdeveniment que es percep (per exemple, un objecte visual) està dinàmicament "lligat" a partir de les seves propietats (per exemple, forma, contorn, textura, color, direcció del moviment) com a representació mental, és a dir, es pot experimentar a la ment com una "gestalt" de psicologia unificada. "enllaç de funcions"),
(2) i en la cognició del llenguatge ("cognició d'alt nivell"): aquest és el rendiment neurocognitiu de com es genera una unitat lingüística (per exemple, una frase) relacionant conceptes semàntics i rols sintàctics entre si d'una manera dinàmica de manera que es pugui generar estructures i proposicions de símbols sistemàtiques i compositives que s'experimenten com a representacions mentals complexes d'unió a la ment ("variable binding").